# جانلوکا زامبروتا
جانلوکا زامبروتا (به ایتالیایی: Gianluca Zambrotta) (زاده ۱۹ فوریه ۱۹۷۷ در کومو)، بازیکن فوتبال مدافع کناری بازنشسته ایتالیایی است که در پایان فصل ۲۰۱۱-۲۰۱۲ با پیراهن میلان از فوتبال خداحافظی کرد.